# Lutrowskie
Lutrowskie – wieś w Polsce położona w województwie śląskim, w powiecie kłobuckim, w gminie Krzepice, nad Liswartą.
| SIMC    | Nazwa   | Rodzaj    |
| ------- | ------- | --------- |
| 0137087 | Majorat | część wsi |

W latach 1975–1998 miejscowość administracyjnie należała do województwa częstochowskiego.